# ماردیان
ماردیان (به لاتین: Mardyan) یک منطقهٔ مسکونی در افغانستان است که در ولسوالی مردیان واقع شده‌است. ماردیان ۲۸۸ متر بالاتر از سطح دریا واقع شده‌است.